# Warren Bicknell Mori
Warren Bicknell Mori (*  8. August 1959 in Weymouth, Massachusetts) ist ein US-amerikanischer Physiker, der sich mit Plasmaphysik und wissenschaftlichem Rechnen befasst.
Warren B. Mori studierte Physik an der University of California, Berkeley, mit dem Bachelor-Abschluss 1981 und an der University of California, Los Angeles (UCLA), mit dem Master-Abschluss 1984 und der Promotion 1987 (Dissertation: Theory and Simulations on Beat Wave Excitation of Relativisitic Plasma Waves). Seine Doktorväter waren Francis F. Chen, John M. Dawson und Chandrasekhar Joshi. Danach wurde er dort Professor und ist Distinguished Professor in den Abteilungen Physik, Astronomie, Elektrotechnik und Informatik. 2006 bis 2020 war er Direktor des Institute of Digital Research and Education der UCLA. Außerdem leitete er dort die Gruppe für Plasmasimulation.
Er befasst sich mit wissenschaftlichem Hochleistungsrechnen, Teilchen-in-Zellen-Simulation von Plasmen, grundlegender Plasmaphysik, Wechselwirkung von Plasmen mit sehr intensiven Laserstrahlen und Teilchenstrahlen, Plasmen für Beschleuniger und Lichtquellen, nichtlinearer Optik von Plasmen, Physik hoher Energiedichten und Trägheitsfusion. Von ihm stammen über 400 wissenschaftliche Arbeiten (2020).
Mori ist Fellow der American Physical Society (1995) und der IEEE (2007).  2016 erhielt er den Advanced Accelerator Concepts Prize für seine Führungsrolle und Pionierbeiträge zur Theorie und particle-in-cell code Simulation von Plasma-basierter Beschleunigung. 1995 erhielt er die Medaille des ICTP für Exzellenz eines jungen Wissenschaftlers in nichtlinearer Plasmaphysik.
Für 2020 erhielt er den James-Clerk-Maxwell-Preis für Plasmaphysik für seine Führungsrolle und Pionierbeiträge in der Theorie und kinetischen Simulationen nichtlinearer Prozesse bei Plasma-basierter Beschleunigung und relativistischen Wechselwirkungen von Plasma mit intensivem Laserlicht und Strahlen (Laudatio).

## Schriften (Auswahl)
- mit R. A. Fonseca u. a.: OSIRIS: A Three-Dimensional, Fully Relativistic Particle in Cell Code for Modeling Plasma Based Accelerators,  Computational Science – ICCS 2002. Lecture Notes in Computer Science 2331, Springer 2002, S. 342–351.
- mit C. Huang u. a.: QUICKPIC: A highly efficient particle-in-cell code for modeling wakefield acceleration in plasmas,  Journal of Computational Physics, Band 217, 2006, S. 658–679
- mit S. Mangles u. a.: Monoenergetic beams of relativistic electrons from intense laser–plasma interactions,  Nature, Band 431, 2004, S.  535–538.
- mit Ian Blumenfeld u. a.: Energy doubling of 42 GeV electrons in a metre-scale plasma wakefield accelerator, Nature, Band. Nature, 2007, S. 741–744.